# Julio César Dely Valdés
Julio César Dely Valdés (ur. 12 marca 1967 w Colón) – piłkarz panamski, grający na pozycji napastnika. Obecnie trener.
Urodził się w Colón i w tutejszym Atlético stawiał swoje pierwsze piłkarskie kroki. W klubie tym występował w latach 1975-1987. Jednak pierwszego profesjonalnego kontraktu Dely Valdés nie podpisał z drużyną z Panamy, a z argentyńskim Deportivo Paraguayo. Przez sezon gry w zespole zdobył 28 bramek. Wtedy młodym Panamczykiem zainteresowały się większe kluby z Ameryki Południowej. W 1989 Dely Valdés związał się z urugwajskim Nacionalem. Przez 5 lat gry w Montevideo, Panamczyk wystąpił 89-krotnie, zdobywając przy tym 46 bramek. W 1993 Dely Valdés zdecydował się wyruszyć do Europy. Jego pierwszym pracodawcą było włoskie Cagliari Calcio. Tutaj w 64 spotkaniach do siatki rywala trafiał 21 razy. Po 2 sezonach gry we Włoszech, piłkarza zakupiło francuskie Paris Saint-Germain. Przez 2 sezony gry Julio César strzelił 29 bramek. Kolejne 6 sezonów Panamczyk spędził w Hiszpanii - grając w Realu Oviedo (39 bramek) i Máladze (38 goli). W 2003 wrócił na jeden sezon do Nacionalu, by 2 ostatnie lata swojej piłkarskiej kariery spędzić w Panamie, w drużynie Árabe Unido.
Z reprezentacją Panamy występował w Złotym Pucharze CONCACAF 2005, a także w eliminacjach do Mistrzostw Świata 1990 i 2006.
Dely Valdés jest młodszym bratem zmarłego w 2004 Armando Dely Valdésa i bratem-bliźniakiem Jorge Dely Valdésa.

## Odznaczenia
- Komandor Orderu Vasco Núñeza de Balboa